# Порфин
Порфи́н (от греч. πορφύρα — пурпур) — органическое вещество, природный пигмент, ароматический макроцикл.

## История
Формула порфина была предложена Ф. Кюстером в 1913 г (по другим источникам — в 1912 г.). Он предположил, что порфин состоит из четырёх пиррольных колец, соединенных метиновыми мостиками в макроцикл. Ханс Фишер подверг данную формулу критике и предложил свой собственный вариант. Кюстер признал критику и в 1921 году отказался от своей формулы, однако в дальнейшем экспериментальные опыты самого Фишера подтвердили правильность первоначального варианта Кюстера. Синтез ряда важнейших порфиринов, в частности гемина, был осуществлен во второй половине 1920-х годов Хансом Фишером, а синтез самого порфина — в 1935 году им же.

## Физические и химические свойства
Темно-красные кристаллы. Разлагается при 360° С. Плохо растворим в органических растворителях, растворим в кислотах, нерастворим в щелочах.
Резонансные структуры порфина могут быть изображены следующим образом:

### Порфины и порфирины
Основная статья — «Порфирины».
Ядро порфина содержится в большом количестве природных и синтетических соединений, называемых порфинами. Если порфины содержат углеводородные заместители в пиррольных или пирролениновых циклах, то их называют порфиринами.

## Получение
Синтез осуществляют из α-пирролальдегида и муравьиной кислоты при нагреве. Выход реакции около 1 %.
Также порфин может быть получен из металлозамещенных порфинов путем восстановления их в соляной кислоте.

## Синтез в природе
Синтез порфина в природе происходит в незрелых красных кровяных тельцах и этиолированных листьях растений при воздействии на них света. В процессе участвуют уксусная кислота и глицин, из которых образуются пиррольные кольца.

## Применение
Может быть использован для получения некоторых порфиринов, однако в большинстве случаев синтез проще вести другими способами, без стадии выделения порфина.